# Saint-Amand-Magnazeix
Saint-Amand-Magnazeix település Franciaországban, Haute-Vienne megyében. Lakosainak száma 485 fő (2022. január 1.). Saint-Amand-Magnazeix Saint-Sornin-Leulac, Saint-Maurice-la-Souterraine, Arnac-la-Poste, Bessines-sur-Gartempe, Châteauponsac, Fromental és Saint-Hilaire-la-Treille községekkel határos.

## Népesség
A település népessége az elmúlt években az alábbi módon változott:
| Lakosok száma | 550  | 533  | 537  | 523  | 507  | 496  | 484  | 483  | 485  |
|               | 2013 | 2015 | 2016 | 2017 | 2018 | 2019 | 2020 | 2021 | 2022 |